# Вессель, Герхард
Герхард Вессель (нем. Gerhard Wessel, 1913—2002) — государственный и военный деятель Германии, в 1968—1978 — руководитель БНД, генерал-лейтенант в отставке.

## Биография
Родился в семье священника, окончил артиллерийское училище, служил в артиллерийском полку. В годы Второй мировой войны в чине подполковника служил в 12-м управлении генштаба вермахта — «Иностранные армии Востока», занимавшемся сбором разведывательной информации о вооруженных силах СССР. Управление возглавлял Рейнхард Гелен, 9 апреля 1945 Вессель заменил Гелена на этом посту. В это время Гелен тайно переправляет архив управления в Баварию, зная, что Южная Германия станет зоной американской оккупации. В конце апреля Гелен вместе с Весселем и группой офицеров генштаба дезертировал из осажденного Берлина и сдался в плен американской армии, предложив американцам создать новую спецслужбу для работы против СССР. Вессель поначалу работал в «Организации Гелена» в качестве начальника 2 отдела (оценка), а в октябре 1952 перешёл на работу в Amt Blank — организацию-предшественник министерства обороны ФРГ. После создания бундесвера, Г. Вессель 1 ноября 1955 поступил на службу в бундесвер в чине полковника. С января 1956 по сентябрь 1957 он был первым руководителем вновь созданной службы военной контрразведки (MAD), затем занимал пост заместителя директора II отделения (разведка) Объединенного штаба вооруженных сил, где прослужил до октября 1962. С октября 1962 до августа 1963 командовал бронетанковой бригадой в Брауншвейге, в августе 1963 получил звание генерал-майора, после чего был отправлен в Вашингтон в качестве консультанта в постоянном военном комитете НАТО.
При канцлере ФРГ К.Кизингере началась замена руководителей всех разведывательных служб ФРГ. 1 мая 1968 преемником Гелена на посту руководителя БНД стал Герхард Вессель, к тому моменту — генерал-лейтенант в отставке. За десять лет своего руководства он провёл реорганизацию и модернизацию БНД, в частности, ликвидировал устаревшие отделы и создал четыре новых (I — сбор информации, II — техника, III — анализ и оценка, IV — основные направления). Наряду с агентурной, большое значение придавал технической разведке:

Наряду с традиционной разведкой, осуществляемой людьми, в наши дни все большее значение и больший объём приобретает разведка техническая. Хотя она стоит довольно дорого, но у неё по сравнению с традиционной есть одно преимущество: она избавляет от необходимости ставить на карту свободу и жизнь людей, в то время как документальная ценность информации не уменьшается.— 
В ноябре 1978 преемником Весселя был назначен Клаус Кинкель, а 31 декабря 1978 Вессель вышел на пенсию. Скончался в Пуллахе в 2002, в возрасте 88 лет.

## Семья
Журналист и политик Михаэль Науманн в первом браке был женат на дочери Г. Весселя.

## Награды
- Офицерский крест орден «За заслуги перед Федеративной Республикой Германия» (1968).